# Giornale Botanico Italiano
Giornale Botanico Italiano (abreviado Giorn. Bot. Ital.) fue una revista con ilustraciones y descripciones botánicas que fue editada en Italia por la Società Botanica Italiana. Se publicaron dos números en los años 1844 hasta 1847 con una nueva serie con los volúmenes 69 al 130 en los años 1962-1997. En los años 1869-1961 fue publicada en Florencia con el nombre de Nuovo giornale botanico Italiano. Fue reemplazada en el año 1997 por Plant Biosystems.